# احمد ابراهیم علی
احمد ابراهیم علی (انگلیسی: Ahmed Ibrahim Ali؛ زادهٔ ۱۵ نوامبر ۱۹۷۰) بازیکن فوتبال اهل امارات متحده عربی است.
از باشگاه‌هایی که در آن بازی کرده‌است می‌توان به باشگاه فوتبال الشارجه اشاره کرد.
وی همچنین در تیم ملی فوتبال امارات متحده عربی بازی کرده‌است.